# 新霍皮奧爾斯克
51°06′N 41°37′E / 51.100°N 41.617°E
新霍皮奧爾斯克（俄语：Новохопёрск）是俄羅斯沃羅涅日州東部的一個城市，位於霍皮奧爾河右岸，距沃羅涅日以東270公里。2002年人口7,640人。
1710年建立，1779年設市。